# Vincent Van Patten
Pour les articles homonymes, voir Van Patten.
Vincent Van Patten, né le 17 octobre 1957 à Brooklyn, est un acteur, joueur de tennis professionnel, joueur de poker, écrivain, présentateur et personnalité du cinéma et de la télévision américain.
Il est le fils de l'acteur Dick Van Patten.
Il a commencé sa carrière d'acteur à l'âge de 9 ans puis est apparu dans une quarantaine de séries et téléfilms au cours des années 1970. Il joue aussi dans les films Charley et l'Ange et Chino en 1973, puis tient des rôles importants dans Survival Run en 1979 et Gabrielle en 1981. En 1987, il joue avec son frère James dans le téléfilm Les Douze Salopards : Mission Suicide, 2e suite du film de guerre Les Douze Salopards. Après sa carrière, il effectue quelques apparitions à la télévision et notamment dans les séries Alerte à Malibu et Les Feux de l'amour.
En 2009, il commente les parties de poker pour les tournois du World Poker Tour.
Il est marié depuis 2003 avec l'actrice Eileen Davidson, avec qui il a eu un enfant. Il a été marié avant de 1981 à 2001 avec Betsy Russell, avec qui il a eu deux enfants.

## Palmarès

### Titre en simple messieurs
| No | Date       | Nom et lieu du tournoi                 | Catégorie | Dotation  | Surface         | Finaliste      | Score         |  |
| -- | ---------- | -------------------------------------- | --------- | --------- | --------------- | -------------- | ------------- |  |
| 1  | 26-10-1981 | Tournoi de tennis Tokyo Indoors, Tokyo |           | 300 000 $ | Moquette (int.) | Mark Edmondson | 6-2, 3-6, 6-3 |  |

### Finales en simple messieurs
| No | Date       | Nom et lieu du tournoi                 | Catégorie  | Dotation  | Surface         | Vainqueur    | Score         |  |
| -- | ---------- | -------------------------------------- | ---------- | --------- | --------------- | ------------ | ------------- |  |
| 1  | 28-04-1980 | Tournoi de tennis du Brésil, São Paulo |            | 175 000 $ | Moquette (int.) | Wojtek Fibak | 6-0, 7-6      |  |
| 2  | 25-09-1983 | Island Holidays Pro Tennis, Maui       | Grand Prix | 100 000 $ | Dur (ext.)      | Scott Davis  | 6-3, 6-7, 7-6 |  |

### Titre en double messieurs
| No | Date       | Nom et lieu du tournoi                                | Catégorie           | Dotation  | Surface    | Partenaire   | Finalistes                  | Score   |          |
| -- | ---------- | ----------------------------------------------------- | ------------------- | --------- | ---------- | ------------ | --------------------------- | ------- | -------- |
| 1  | 10-02-1986 | Lipton International Players Championships Boca Raton | Championship Series | 750 000 $ | Dur (ext.) | Brad Gilbert | Stefan Edberg Anders Järryd | Forfait | Parcours |

### Finale en double messieurs
| No | Date       | Nom et lieu du tournoi          | Catégorie | Dotation  | Surface         | Vainqueurs                 | Partenaire | Score    |  |
| -- | ---------- | ------------------------------- | --------- | --------- | --------------- | -------------------------- | ---------- | -------- |  |
| 1  | 19-09-1983 | Transamerica Open San Francisco |           | 200 000 $ | Moquette (int.) | Peter Fleming John McEnroe | Ivan Lendl | 6-1, 6-2 |  |